# Distrito electoral local 13 de Chihuahua
El Distrito electoral local 13 de Chihuahua es uno de los 22 distritos electorales en los que se encuentra dividido el territorio del estado de Chihuahua. Su cabecera es La Junta, Municipio de Guerrero.
Desde el proceso de redistritación de 2022 abarca los municipios de Bachíniva, Bocoyna, Chínipas, Gómez Farías, Guerrero, Madera, Maguarichi, Matachí, Moris, Namiquipa, Ocampo, Riva Palacio, Temósachic y Uruachi.

## Distritaciones anteriores

### Distritación de 1968
En ese entonces tuvo su cabecera en Santa Bárbara, y abarcaba los municipios de Huejotitán, Rosario, San Francisco del Oro y Santa Bárbara.

### Distritación de 1989
En la distritación de 1989 este distrito continuó teniendo su cabecera en Santa Bárbara, abarcando los municipios de Huejotitán, Rosario, San Francisco del Oro y Santa Bárbara.

### Distritación de 1995
Para 1995 el distrito pasó a tener cabecera en Guerrero, abarcando los municipios de Bachíniva, Gómez Frías, Guerrero, Ignacio Zaragoza, Matachí, Moris, Namiquipa, Ocampo, Temósachic y Uruachi.

### Distritación de 1997
En 1997 pasó a tener su cabecera en Cuauhtémoc, abarcando la totalidad del Municipio de Cuauhtémoc.

### Distritación de 2012
Para 2012 el distrito continuó con cabecera en Cuauhtémoc, abarcando todo el Municipio de Cuauhtémoc.

### Distritación de 2015
Desde 2015, el distrito pasó a tener cabecera en Guerrero abarcando los municipios de Bachíniva, Bocoyna, Chínipas, Cusihuiriachi, Guazapares, Guerrero, Maguarichi, Matachí, Moris, Namiquipa, Ocampo, Temósachic y Uruachi.

## Diputados por el distrito
| Diputado                         | Grupo parlamentario | Legislatura | Periodo     | Cabecera distrital Según cada distritación |
| -------------------------------- | ------------------- | ----------- | ----------- | ------------------------------------------ |
| Fidel Jiménez Quiñonez           |                     | XLIX        | 1968 - 1971 | Santa Bárbara                              |
| Martín Rentería Sánchez          |                     | L           | 1971 - 1974 | Santa Bárbara                              |
| Bernardo Mendoza Espinoza        |                     | LI          | 1974 - 1977 | Santa Bárbara                              |
| Gustavo Chávez Yáñez             |                     | LII         | 1977 - 1980 | Santa Bárbara                              |
| Efrén Domínguez de los Ángeles   |                     | LIII        | 1980 - 1983 | Santa Bárbara                              |
| Jesús Sánchez Lozano             |                     | LIV         | 1983 - 1986 | Santa Bárbara                              |
| Ramón Cobos Betance              |                     | LV          | 1986 - 1989 | Santa Bárbara                              |
| Baltazar Ruiz Sáenz              |                     | LVI         | 1989 - 1992 | Santa Bárbara                              |
| Jesús Beltrán Chico              |                     | LVII        | 1992 - 1995 | Santa Bárbara                              |
| Pablo Israel Esparza Natividad   |                     | LVIII       | 1995 - 1998 | Guerrero                                   |
| Israel Beltrán Montes            |                     | LIX         | 1998 - 2001 | Cuauhtémoc                                 |
| Jesús Roberto Corral Ordóñez     |                     | LX          | 2001 - 2004 | Cuauhtémoc                                 |
| Rafael Quintana Ruiz             |                     | LXI         | 2004 - 2007 | Cuauhtémoc                                 |
| Pedro Reaza Ríos                 |                     | LXII        | 2007 - 2010 | Cuauhtémoc                                 |
| Jorge Abraham Ramírez Alvídrez   |                     | LXIII       | 2010 - 2013 | Cuauhtémoc                                 |
| Marisela Contreras Quezada       |                     | LXIII       | 2013        | Cuauhtémoc                                 |
| Humberto Pérez Mendoza           |                     | LXIV        | 2013 - 2016 | Cuauhtémoc                                 |
| René Frías Bencomo               |                     | LXV         | 2016 - 2018 | Guerrero                                   |
| Rocío Guadalupe Sarmiento Rufino |                     | LXVI        | 2018 - 2021 | Guerrero                                   |
| Rocío Guadalupe Sarmiento Rufino |                     | LXVII       | 2021 -      | Guerrero                                   |

## Resultados Electorales

### 2016
|  | 32.08 % |

|  | 42.52 % |

|  | 4.20 % |

|  | 2.27 % |

|  | 0.90 % |

|  | 6.28 % |

|  | 1.50 % |

|  | 3.51 % |

|  | 0.10 % |

|  | 6.22 % |

|  | 100.00 % |

### 2013
|  | 54.37 % |

|  | 31.11 % |

|  | 4.93 % |

|  | 4.57 % |

|  | 1.64 % |

|  | 0.13 % |

|  | 3.26 % |

|  | 100.00 % |

### 2010
|  | 37.64 % |

|  | 46.60 % |

|  | 5.00 % |

|  | 3.94 % |

|  | 2.41 % |

|  | 0.07 % |

|  | 4.34 % |

|  | 100.00 % |

### 2007
|  | 33.64 % |

|  | 43.32 % |

|  | 13.63 % |

|  | 4.19 % |

|  | 2.23 % |

|  | 0.45 % |

|  | 0.02 % |

|  | 2.52 % |

|  | 100.00 % |

### 2004
|  | 52.01 % |

|  | 45.27 % |

|  | 0.01 % |

|  | 2.71 % |

|  | 100.00 % |

- Nota: El candidato de la Coalición "Todos Somos Chihuahua", Víctor Quintana Silveyra no tomó protesta debido a que el Tribunal Electoral del Poder Judicial de la Federación anuló su elección, tomando protesta su suplente Rafael Quintana Ruiz.

### 2001
|  | 39.78 % |

|  | 52.94 % |

|  | 2.53 % |

|  | 0.00 % |

|  | 0.00 % |

|  | 1.41 % |

|  | 0.26 % |

|  | 0.02 % |

|  | 3.63 % |

|  | 100.00 % |

### 1998
|  | 44.92 % |

|  | 47.01 % |

|  | 2.23 % |

|  | 0.27 % |

|  | 3.09 % |

|  | 0.75 % |

|  | 0.00 % |

|  | 0.00 % |

|  | 1.73 % |

|  | 100.00 % |

### 1995
|  | 25.47 % |

|  | 48.77 % |

|  | 21.14 % |

|  | 1.10 % |

|  | 0.41 % |

|  | 0.00 % |

|  | 0.00 % |

|  | 0.04 % |

|  | 3.05 % |

|  | 100.00 % |

### 1992
|  | 42.82 % |

|  | 50.71 % |

|  | 0.31 % |

|  | 0.46 % |

|  | 0.75 % |

|  | 0.00 % |

|  | 0.00 % |

|  | 0.00 % |

|  | 0.00 % |

|  | 2.68 % |

|  | 100.00 % |

### 1989
|  | 25.09 % |

|  | 67.13 % |

|  | 1.71 % |

|  | 0.05 % |

|  | 1.32 % |

|  | 1.65 % |

|  | 0.00 % |

|  | 0.00 % |

|  | 0.00 % |

|  | 3.04 % |

|  | 100.00 % |

### 1986
|  | 35.67 % |

|  | 59.85 % |

|  | 0.00 % |

|  | 0.00 % |

|  | 0.02 % |

|  | 0.06 % |

|  | 4.39 % |

|  | 0.00 % |

|  | 0.00 % |

### 1983
|  | 37.07 % |

|  | 56.83 % |

|  | 0.07 % |

|  | 0.14 % |

|  | 0.01 % |

|  | 5.88 % |

|  | 0.00 % |

|  | 0.00 % |

|  | 0.00 % |

|  | 100.00 % |

### 1980
|  | 26.50 % |

|  | 72.60 % |

|  | 0.11 % |

|  | 0.00 % |

|  | 0.00 % |

|  | 0.77 % |

|  | 0.02 % |

|  | 0.00 % |

|  | 0.00 % |

|  | 100.00 % |